# Silke Fischer
Silke Fischer (* 1961) ist eine deutsche Filmemacherin, Szenenbildnerin und seit 2018 Professorin an der Zürcher Hochschule der Künste.

## Leben
Fischer studierte ab 1982 an der HfbK Hamburg zunächst Kunstpädagogik und Theologie, später Visuelle Kommunikation und schloss das Diplom-Studium mit Auszeichnung im Bereich Film ab. 1993 war sie Kunststipendiatin des Deutsch-Französischen Kulturrats in Paris.
Nach dem Diplom war sie Mitbegründerin des Hamburger Filmemacherkollektivs ‚Abbildungszentrum’ und gab zusammen mit Jan Peters und Peter Ott das Videomagazin ‚Der Renegat‘ heraus. Sie realisierte in dieser Zeit mehrere Dokumentar- und Kurzspielfilme (u. a. ‚Buy1Get1Free’ D1997; ‚Putzen in Paris’ D1998). 2001 schuf sie das Szenenbild des Debütfilms Bungalow von Ulrich Köhler.
Seit 2011 arbeitet Fischer als Szenenbildnerin – überwiegend für europäische Co-Produktionen: u. a. Lore (D/AUS 2012 Regie: Cate Shortland); Toni Erdmann (D/A 2016 Regie: Maren Ade); 3 Tage in Quiberon (D/A/F 2018 Regie: Emily Atef).
Seit 2018 leitet sie als Professorin den Bachelor-Studiengang Production Design an der Zürcher Hochschule der Künste.
Silke Fischer ist Mitglied im VSK (Verband der Berufsgruppen Szenenbild und Bühnenbild e.V.) und lebt in Hamburg und Zürich.

## Filmografie

### Als Filmemacherin
- 1990: Weltküche (Kurzspielfilm, Eröffnungsfilm des 42. Internationalen Filmfestivals Mannheim)
- 1992: Ich sitze hier und forme Menschen (Kurzfilm, Episode aus Jadebusen, ZDF Kleines Fernsehspiel)
- 1993: Ich sammle, also bin ich (Kurzfilm, NDR, Sendereihe Augenblicke)
- 1997: Buy 1 get 1 free (Kurzspielfilm mit Leslie Malton und Andrea Sawatzki, Eröffnungsfilm der 31. Hofer Filmtage[5])
- 1998: Paris Poussière – Putzen in Paris (Dokumentarfilm)
- 1999: MVRDV – Die Utopie des Pragmatismus
- 2001: Bernhard Winking – Architektur + Stadt (Dokumentarfilm)
- 2002: Mein Tier + ich (8 Filme für die Sesamstraße, NDR, zusammen mit Peter Ott)
- 2003: Wer wie was (9 Filme für die Sesamstraße, NDR, zusammen mit Peter Ott)
- 2004: Um die Wurst (Dokumentarfilm, zusammen mit Dorothea Grießbach, Teilnehmer Nordische Filmtage Lübeck[6])
- 2011: Das Haus denkt es brennt (Spielfilm)

### Als Szenenbildnerin
- 1996: Die Spur (Kinofilm, Regie: Peter Ott)
- 2002: Bungalow (Das Kleine Fernsehspiel, ZDF, Regie: Ulrich Köhler)
- 2003: Familienkreise (ARD-Fernsehspiel, Regie: Stefan Krohmer)
- 2006: Montag kommen die Fenster (Das Kleine Fernsehspiel, ZDF, Regie: Ulrich Köhler)
- 2006: Sommer ’04 (Kinofilm, Regie: Stefan Krohmer)
- 2007: Mitte 30 (ARD-Fernsehspiel, Regie: Stefan Krohmer)
- 2009: Alle anderen (Kinofilm, Regie: Maren Ade)
- 2009: Dutschke (ZDF-Fernsehfilm, Regie: Stefan Krohmer)
- 2011: Die Fremde Familie (ARD-Fernsehspiel, Regie: Stefan Krohmer)
- 2012: Lore (Kinofilm, Regie: Cate Shortland)
- 2012: Move on (Kinofilm, Regie: Asger Leth)
- 2013: Verratene Freunde (ARD-Fernsehspiel, Regie Stefan Krohmer)
- 2015: Mädchen im Eis (Kinofilm, Regie: Stefan Krohmer)
- 2016: Vor der Morgenröte (Kinofilm, Regie: Maria Schrader)
- 2016: Toni Erdmann (Kinofilm, Regie: Maren Ade)
- 2016: Wunschkinder (ARD-Fernsehspiel, Regie: Emily Atef)
- 2017: Macht euch keine Sorgen! (ARD-Fernsehspiel, Regie: Emily Atef)
- 2018: 3 Tage in Quiberon (Kinofilm, Regie: Emily Atef)
- 2018: In my room (Kinofilm, Regie: Ulrich Köhler)
- 2018: Das Milan Protokoll (Kinofilm, Regie: Peter Ott)
- 2019: Pelikanblut (Kinofilm, Regie: Katrin Gebbe)
- 2020: Unorthodox (Netflix-Miniserie, Regie: Maria Schrader)
- 2020: Ökozid (ARD-Fernsehspiel, Regie: Andres Veiel)
- 2022: Mehr denn je (Kinofilm, Regie: Emily Atef)
- 2023: Transatlantic (Netflix-Miniserie, Showrunner: Anna Winger)

## Auszeichnungen
- 2009: Berlinale Femina-Filmpreis: ‚Bestes Szenenbild’ für Alle Anderen[7]
- 2013: AFTA Award: 'Best Production Design' für Lore[8]
- 2013: Nominierung AACTA Award: 'Bestes Szenenbild' für Lore[8]
- 2017: Nominierung 'Bild-Kunst Förderpreis': Bestes Szenenbild' für Macht Euch keine Sorgen[9]
- 2020: Deutscher Fernsehpreis: ‚Beste Ausstattung‘ zus. mit Justine Seymour (Kostüm) für Unorthodox[10]
- 2020: Preis der Deutschen Fernsehakademie: 'Bestes Szenenbild' für Unorthodox
- 2022: Michael-Ballhaus-Stipendium für die Künstlerresidenz Villa Aurora[11]